# Herman Valentiner
Herman Valentiner (8. maj 1850 på Gjorslev – 17. september 1913 på Frederiksberg) var en dansk matematiker og matematisk direktør i forsikringsselskabet Dan.
Han blev student fra Roskilde Katedralskole i 1867 og immatrikulerede derefter ved Københavns Universitet. Her tog han Magisterkonferens (mag.scient.) i matematik og naturfag i 1873. Han erhvervede doktorgraden  (dr.phil.) i 1881 med disputatsen Bidrag til Rumkurvernes Teori, som i tysk oversættelse blev publiceret i det ansete tidsskrift Acta Mathematica.
Valentiner opnåede aldrig en akademisk stilling selv om hans originalitet i forskning og hans store generelle viden rakte til det. Han blev dog indvalgt i Videnskabernes Selskab i 1888. Og han var med i bestyrelsen for Dansk Matematisk Forening i foreningens unge år.
Efter i mange år at have undervist, først ved Hærens Officersskole, senere også ved Polyteknisk Læreanstalts adgangskursus, blev Herman Valentiner i 1900 matematisk direktør for Livsforsikringsselskabet Dan. 
Han er begravet på Vestre Kirkegård.